# Arie Kepplerhuis

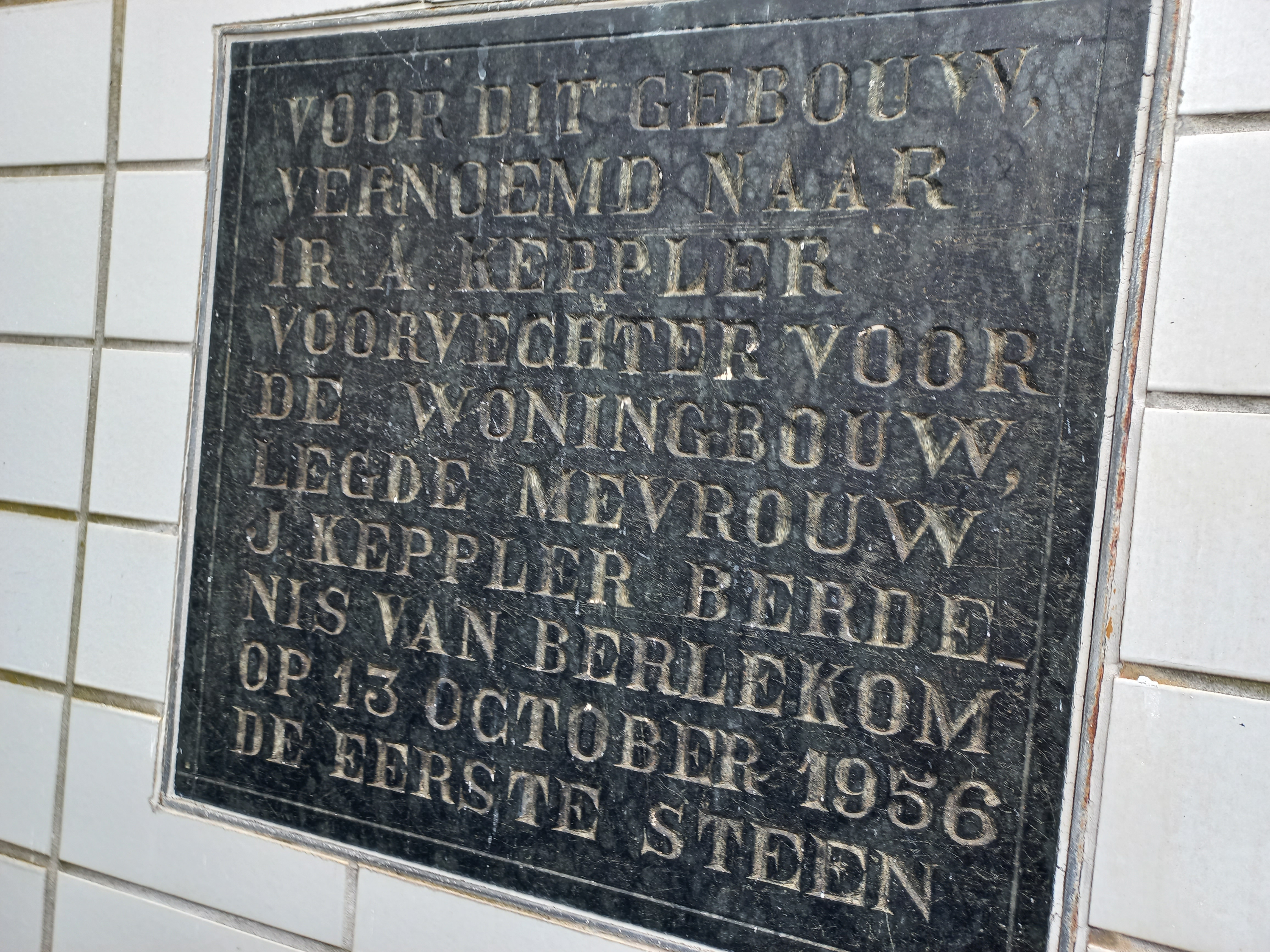
Eerste steen (juli 2025)

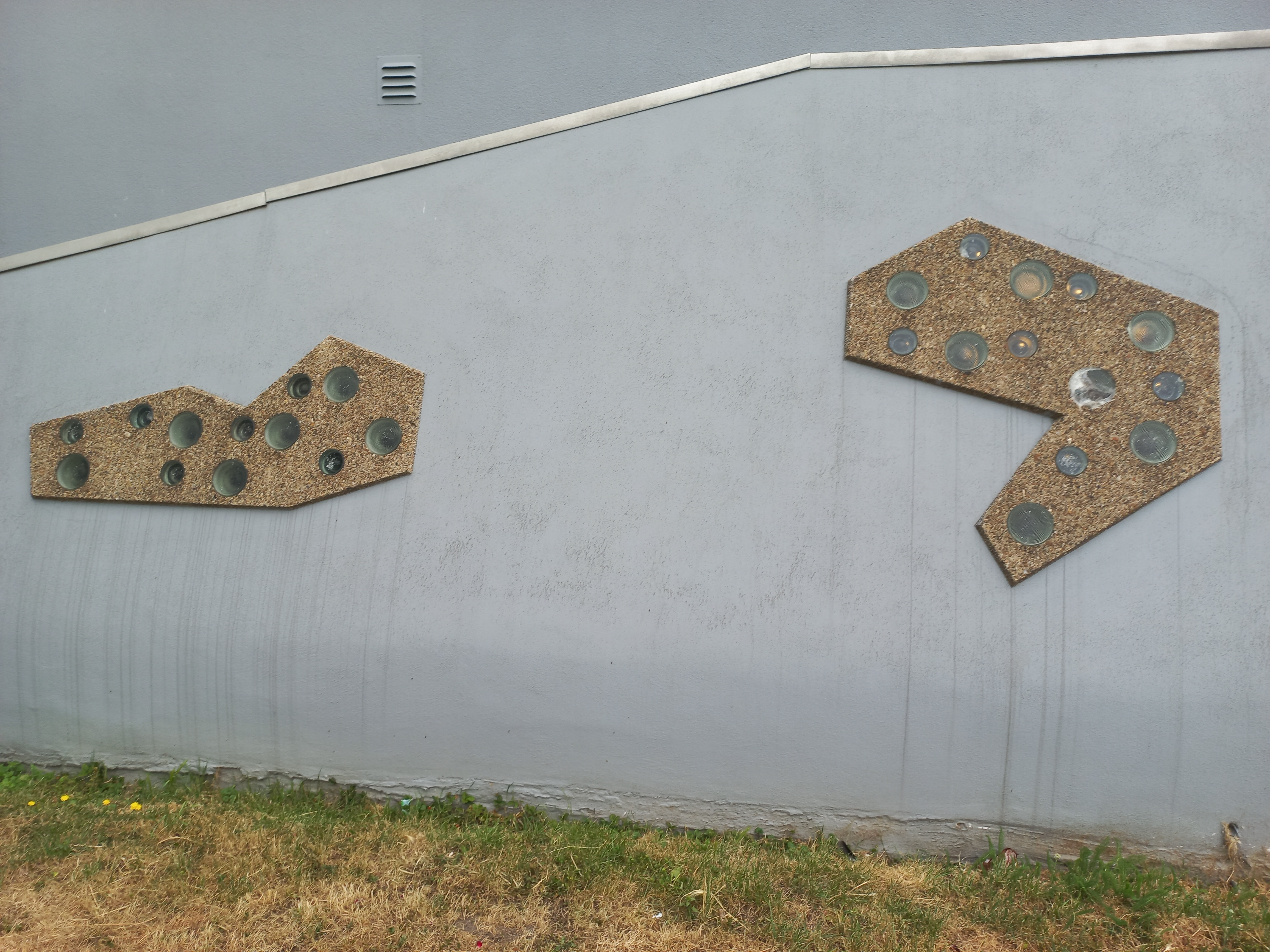
Lichtdoorlating kelder (juli 2025)

Het Arie Kepplerhuis is een appartementencomplex in Amsterdam-Zuid vernoemd naar Arie Keppler.

## Geschiedenis en ligging
Hier lag eeuwenlang agrarisch gebied, ook toen het in de 19e eeuw onderdeel uitmaakte van de gemeente Nieuwer Amstel. Gemeente Amsterdam liet er eind 19e eeuw hun oog op vallen; zij had grond nodig voor woningbouw (en industrie). Dit leidde tot de Amsterdamse annexatie van het noordelijk en dichtst bevolkte deel van Nieuwer-Amstel in 1896. Amsterdam bouwde er de Rivierenbuurt en Stadionbuurt op. In de Rivierenbuurt kregen straten en pleinen in die jaren twintig vernoemingen naar Nederlandse rivieren of buitenplaatsen daaraan. De Almstraat, een korte verbindingsstraat tussen de Waalstraat (vernoemd naar de Waal) en Moerdijkstraat (vernoemd naar buitenplaats aan het Hollandsch Diep), werd vernoemd naar het riviertje Alm. Het is dan al 1933, tekenend dat de straat aan het zuidelijk eind van de buurt ligt.

## Gebouw
Op een stadsplattegrond uit 1940/1941 is die straat wel ingetekend, maar een gebouw staat er nog niet. De strookbebouwing aan Waal- en Moerdijkstraat vindt hier haar eind met twee kopse gevels. Plannen voor bebouwing ter plaatse werden vermoedelijk opgehouden door de Tweede Wereldoorlog en de daaropvolgende wederopbouw. In 1956 begon hier de bouw van wat het Arie Kepplerhuis zou worden. Het was een woonflat bedoeld voor vijfenzeventig werkende echtparen (zonder kinderen); de inrichting was sober; het waren tweekamerwoninkjes met woonkamer, slaapkamer, keuken en douchecel; luxes waren de centrale verwarming en een lift. Het ontwerp kwam van het architectenbureau van Zeeger Gulden (oude stempel) en Ger Husslage (nieuwe generatie), opdrachtgever was Zomers Buiten; het werd het echtparenhuis genoemd. Het complex vulde de hele zuidwand van de Almstraat en een klein deel van de noordwand van de President Kennedylaan, dan nog Rivierenlaan. In de Rivierenbuurt werden veel portiekwoningen gebouwd volgens de bouwstijl Amsterdamse School van de jaren twintig en dertig. Die bouwstijl kenmerkt zich onder andere door de combinatie baksteen en natuursteen. Bij de  bouw van het Arie Kepplerhuis was die stijl al lang uit de mode; het gebouw is opgetrokken uit beton. Het geheel werd na de eerste heipaal gezet op 1 mei 1956 opgetrokken op een halfverdiept liggende bergingsruimte; zeven woonetages (een bovenbouw volgde later) staan daarop. Een aantal maanden later (oktober 1956) kwam de weduwe van Arie Keppler Josina Berdenis van Berlekom een “eerste steen” leggen/zetten.  Bij de oplevering van het gebouw in 1957 schrok men van de in rekening gebrachte jaarhuur van 160 gulden per maand. Gedurende de bouw waren de bouwkosten en rente aanmerkelijk gestegen en viel rijkssubsidie weg was het verhaal van Zomers Buiten.  De doelgroep kon die woningen nauwelijks betalen. Het gebouw bleef echter wel een paradepaardje van de woningbouwvereniging. Het gebouw kent nog een opvallend detail; de ingang naar de bergingsruimte kent twee kunstwerkjes van grofkorrelig beton met lichtdoorlating; ze staan op de bouwtekeningen.
In de jaren negentig werden de woonhuizen uit de wederopbouwperiode als achterhaald gevonden; een modern gezin hoe klein dan ook kon er zijn draai niet vinden. Bovendien werd er tijdens de bouw nauwelijks nagedacht over isolatie. Midden jaren negentig vond er nog een kleine renovatieplaats onder architect Robbert Groeneveld ((balkons werden serres; buitengevelisolatie). Eind jaren negentig kwam er alweer een grote verbouwing op gang, waarbij woningen werden samengetrokken; nu onder leiding van architectenechtpaar Bert Collee en Jet de Lorm (stadsvernieuwingsarchitecten). De originele opzet van het gebouw (betonnen kolommen en liggers) maakte het daarbij makkelijk om tussenmuren te slopen zonder het skelet/casco aan te tasten. De woningen waren toen toegespitst om bejaarden en minder validen woonruimte te bieden (wonen in beschermde omgeving woningen/Wibo). Het gebouw heeft als adres Almstraat 1-78 (al zijn niet alle nummers in gebruik).
Gulden kan maar weinig tijd genieten van één van zijn laatste creaties; hij overleed in 1960.
Na dit gebouw kwamen er nog twee eerbetonen aan Keppler in Amsterdam:
- straatnaam Diopter (schuilnaam van Keppler) in 1995
- het borstbeeld Arie Keppler van Constance Wibaut in 1999.

Ook in Zaandam werd een straat naar hem vernoemd de Kepplerstraat.  